# ژوبی
ژوبی (به لاتین: Zhubei) یک شهر در تایوان است که در شهرستان هسینچو واقع شده‌است.

## خصوصیات
ژوبی ۴۶٫۸۳ کیلومترمربع مساحت و ۱۶۵٬۱۱۸ نفر جمعیت دارد.

## ترابری
- ایستگاه قطار تندرو هسینچو (در Liujia 六家)
- ایستگاه ژوبی
- بزرگراه استانی ۱ تایوان

## نگارخانه

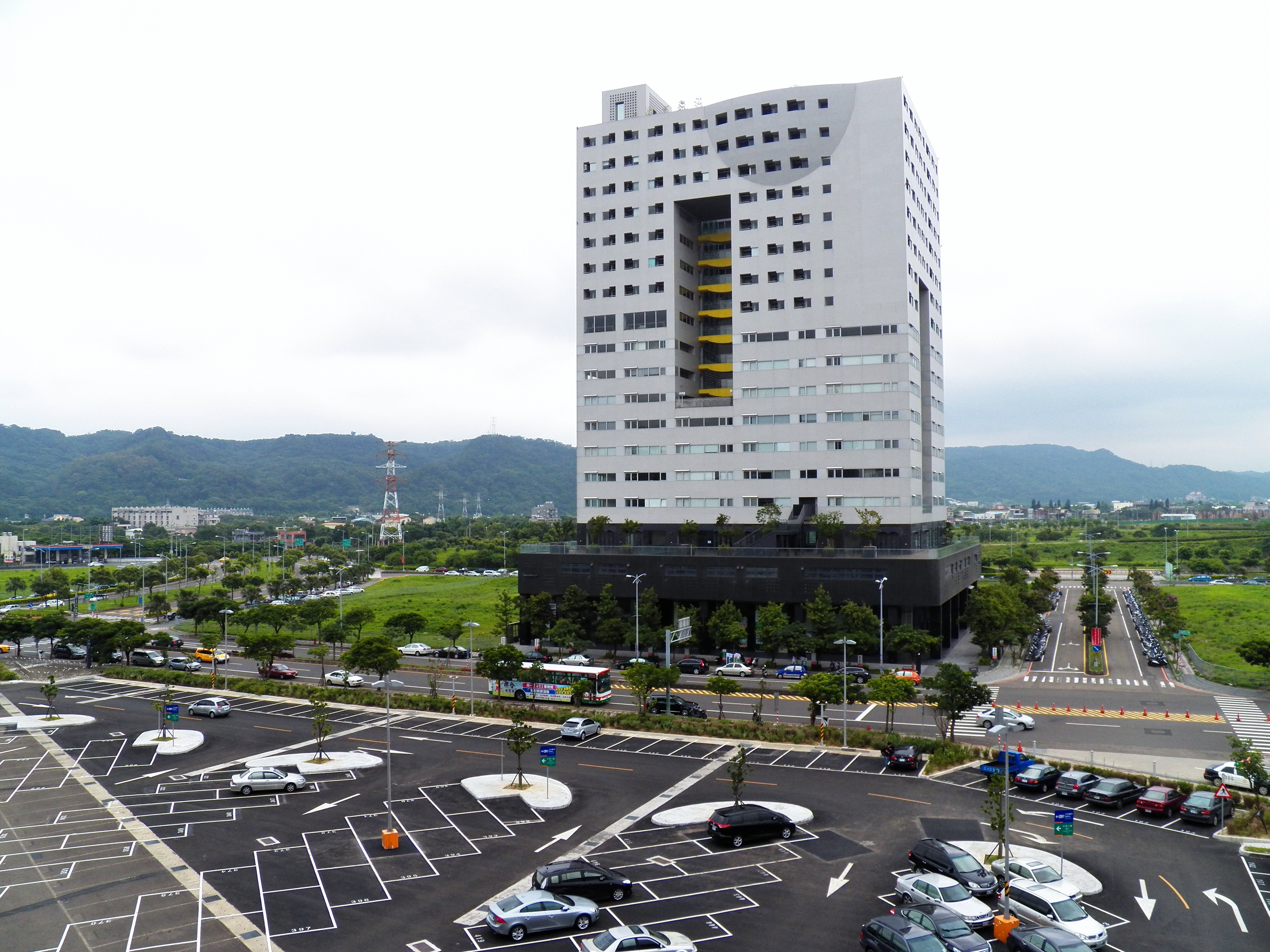
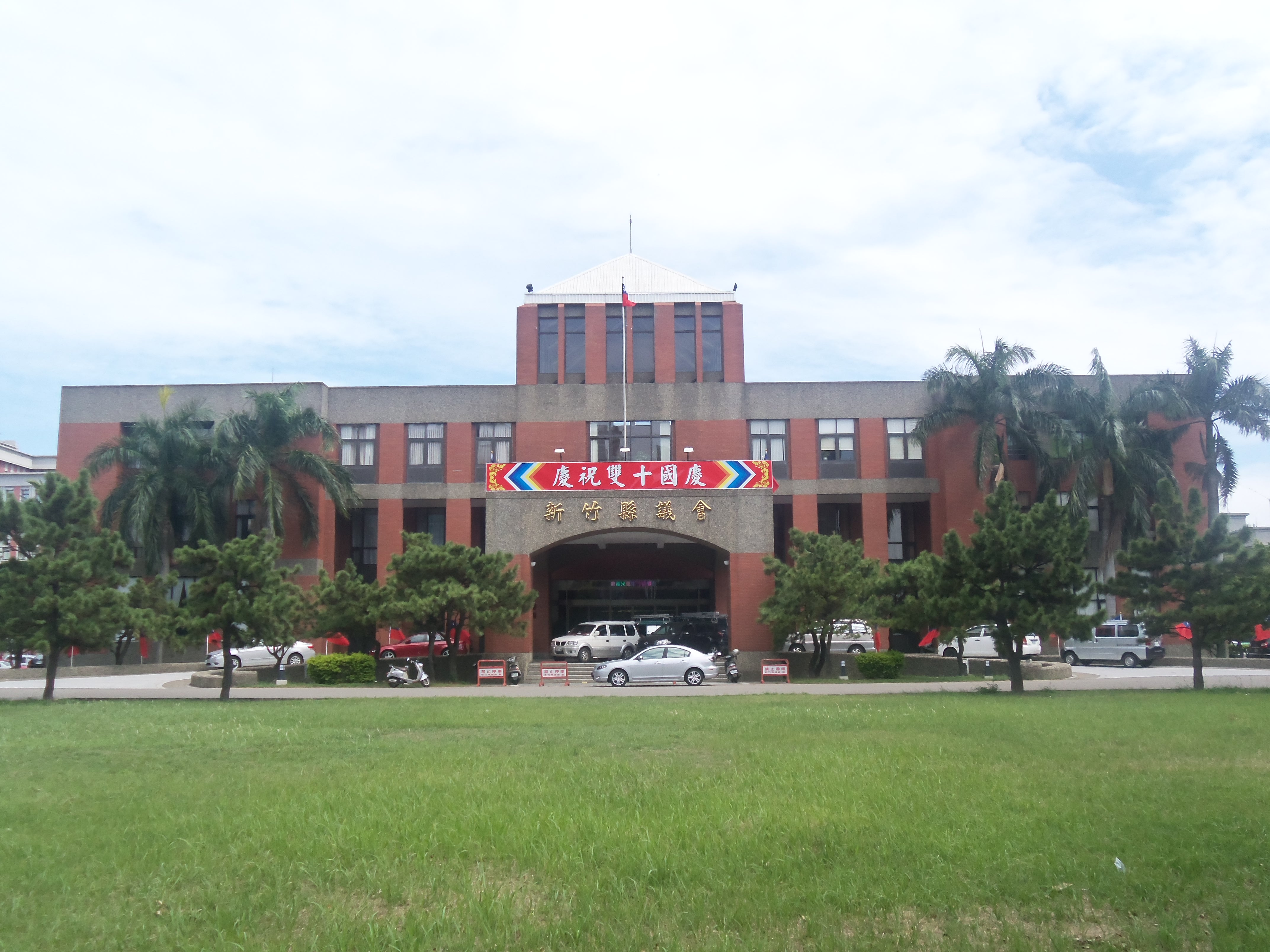
ساختمان شورای شهرستان هسینچو
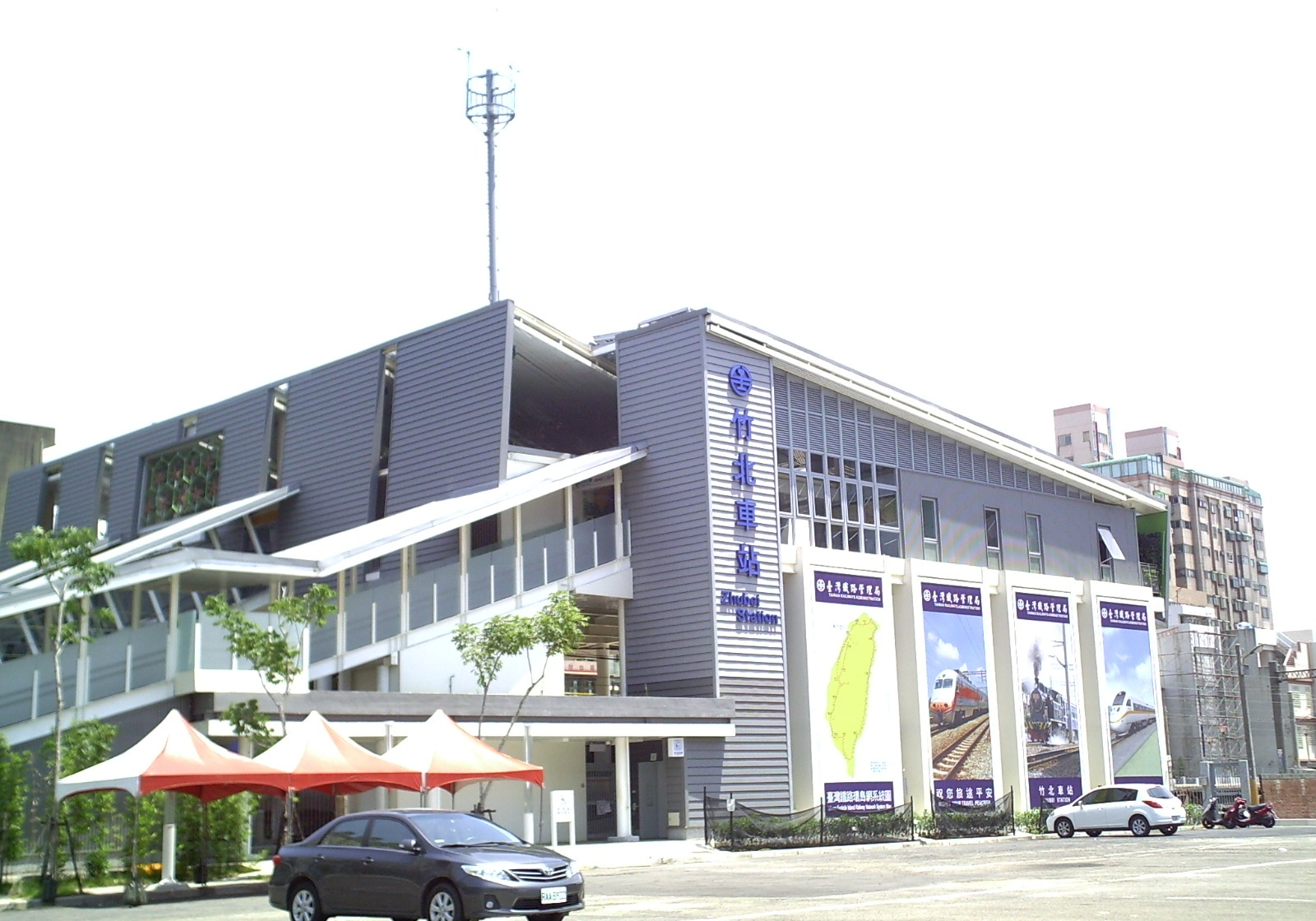
ایستگاه ژوبی